# Eine ganz krumme Tour
Eine ganz krumme Tour ist eine US-amerikanische Krimikomödie aus dem Jahr 1978 mit Goldie Hawn in der Hauptrolle. Der Film ist eine Hommage an frühere Filme von Alfred Hitchcock. Er markierte das Spielfilmdebüt von Chevy Chase und das Hollywooddebüt des britischen Komikers Dudley Moore.

## Handlung
Ein katholischer Erzbischof kommt nach Hause und legt in seinem Arbeitszimmer eine Schallplatte auf. Er öffnet seinen Schrank und sieht darin das Spiegelbild eines ähnlich aussehenden Mannes, der ihn offenbar anschaut. Während er sich umdreht, wird er durch einen Messerwurf in die Brust getötet.
Gloria Mundy, eine kürzlich geschiedene Bibliothekarin aus San Francisco, wird auf einer Party von einer Freundin ermutigt, sich auf Neues einzulassen. Auf dem Heimweg liest sie den Anhalter Bob Scott auf, der ihr so gut gefällt, dass sie ihn spontan zu einem Kinoabend einlädt. Auf seine Bitte nimmt sie auch Scotts Zigaretten an sich, denn er will mit dem Rauchen aufhören. Tatsächlich hat Scott aber einen Rollfilm in der Zigarettenschachtel versteckt. Scott kommt nicht nur zu spät zur Vorstellung, er stirbt auch noch mit dem Hinweis auf einen bevorstehenden Mord und der Warnung vor „dem Zwerg“ in ihrem Armen. Nachdem sie Hilfe geholt hat, ist Scotts Leiche verschwunden und plötzlich glaubt ihr niemand, dass es überhaupt einen Toten gab.
Sie selbst fühlt sich fortan verfolgt; Glorias Vermieter Mr. Hennessey rät ihr zur Vorsicht und ihre Kollegin Stella berät sie in Sachen Selbstverteidigung. In der Bibliothek wird sie von einem Albino angegriffen. Sie kann zunächst in eine Bar entkommen. Dort spricht sie den Engländer Stanley Tibbets an, der dies jedoch als Verführungsversuch interpretiert und begleitet ihn in sein nahegelegenes „Liebesnest“. Nach Aufklärung des Missverständnisses kehrt Gloria in ihre Wohnung zurück, wo sie von einem Mann mit Narbengesicht angegriffen wird. Gloria kann sich befreien und ruft die Polizei, muss aber dann mit ansehen, wie das Narbengesicht vom Albino erschossen wird. Daraufhin fällt sie in Ohnmacht.
Als sie wieder erwacht, sind alle Spuren des nächtlichen Kampfes verschwunden, so dass sie weder die herbeigeeilten Polizisten Tony Carlson und Ferguson noch ihren Vermieter überzeugen kann, dass sie wirklich angegriffen wurde. Gloria entgeht einem erneuten Entführungsversuch. Ihre Angst entlädt sich am nächsten Tag in gewalttätigen Abwehrmaßnahmen gegen den kleinwüchsigen Vertreter J. J. MacKuen. Die Ermittlungen der Polizei lassen ihre Geschichte inzwischen glaubwürdiger erscheinen; sie hat herausgefunden, dass Bob Scott als verdeckter Ermittler auf den Auftragskiller Rupert Stiltskin (alias „der Zwerg“) angesetzt war und dass der Albino Whitey Jackson für ihn arbeitet. Auch die Leiche des Narbengesichts, der ebenfalls für Stiltskin arbeitete, wird gefunden. Tony Carlson wird nun offiziell mit Glorias Schutz beauftragt und nimmt sie mit auf sein Hausboot, wo die beiden sich näherkommen.
Carlson und Ferguson gehen der Spur der schwarzen Limousine nach, die Gloria verfolgte, und als sie herausfinden, dass das Fahrzeug auf das Erzbistum San Francisco zugelassen ist, statten sie Erzbischof Thorncrest einen Besuch ab. Doch der Erzbischof erklärt ihnen, dass sein Wagen gestohlen worden sei. Dabei wissen die Polizisten nicht, dass Stiltskin und Charlie Thorncrest, der Zwillingsbruder des Erzbischofs, diesen – wie zu Beginn des Films gezeigt – ermordet haben. Thorncrest ist nun in die Rolle des Erzbischofs geschlüpft. Tags darauf entführt Stiltskin den Polizisten Ferguson, um so Gloria in einen Hinterhalt zu locken. Sie findet kurzzeitig in einem Massagesalon Unterschlupf; dort trifft sie erneut Stanley Tibbets in verfänglicher Situation an und wird schließlich von Stiltskin und dem Albino entführt.
Der Zufall kommt Tony Carlson zu Hilfe: Stella hat für Gloria Nachforschungen angestellt und in ihren Materialien erkennt der Polizist die Haushälterin des Erzbischofs wieder. Die vermeintliche Haushälterin stellt sich als Delia Darrow heraus, die als Initiatorin einer kirchenfeindliche Gruppe vor einigen Jahren festgenommen wurde. Tony vermutet, dass Gloria und Fergusson im erzbischöflichen Anwesen festgehalten werden; er und Mr. Hennessey machen sich auf den Weg, um die beiden zu befreien. Im Keller des Anwesens findet Tony den gefesselten Ferguson, der ihm mitteilt, dass Stiltskin angeheuert wurde, um den Papst bei einer Opernaufführung zu ermorden. Tony wird von Stiltskin angegriffen, kann diesen in Notwehr töten, wird dann aber von Delia Darrow gefangen genommen. Sie erklärt ihm, dass anstelle Stiltskins nun der Albino das Attentat ausführen wird. Inzwischen hat sich aber auch Mr. Hennessey ins Haus geschlichen; er kann Delia in einem Karateduell ausschalten und Tony und Gloria befreien.
Im War Memorial Opera House hat die Vorstellung der Operette Der Mikado bereits begonnen. Auch Stanley Tibbets ist zugegen, denn er ist der Dirigent des Orchesters. Tony und Gloria erreichen in einer chaotischen Fahrt durch San Francisco schließlich das Opernhaus und können den Albino hinter der Bühne stellen. Nach einem Schusswechsel stürzen der Albino und ein Polizist auf die Bühne; die Schockstarre des Opernpublikums wird durch den – anfänglich alleinigen – Applaus des Papstes aufgelöst.

## Hintergrund

### Anspielungen
Eine ganz krumme Tour weist mehrere Referenzen während des Films auf und ist eine Hommage an Alfred Hitchcock. Die Prämisse der unschuldigen Person, die in ein Netz voller Intrigen gerät wurde von Hitchcock in Filmen wie Saboteure, Die 39 Stufen und Der unsichtbare Dritte verwendet. Das Finale und das verhinderte Attentat während einer Opernaufführung wurde bereits in Hitchcocks Der Mann, der zuviel wußte verwendet. Als Gloria in ihrer Wohnung angegriffen wird, nutzt sie, wie in Hitchcocks Bei Anruf Mord, beinahe eine Schere, um sich zu verteidigen. Außerdem lassen sich Referenzen zu Filmen wie Berüchtigt, Vertigo – Aus dem Reich der Toten und Psycho finden. Selbst das von Hitchcock geprägte Stilmittel des MacGuffins, einem Objekt, das zum Anfang einer Geschichte wichtig erscheint, aber im Laufe der Handlung an Bedeutung verliert, wurde in Form der Zigarettenschachtel eingeführt.
Der Name der Hauptdarstellerin Gloria Mundy ist eine Referenz auf das lateinische Zitat sic transit gloria mundi, welches bis 1963 Teil der Papstkrönung war.

### Konzept und Mitwirkende
| Figur                          | Darsteller          | Deutscher Sprecher      |
| ------------------------------ | ------------------- | ----------------------- |
| Gloria Mundy                   | Goldie Hawn         | Gudrun Vaupel           |
| Det. Tony Carlson              | Chevy Chase         | Elmar Wepper            |
| Mr. Hennessey                  | Burgess Meredith    | Friedrich W. Bauschulte |
| Det. „Fergie“ Ferguson         | Brian Dennehy       | Michael Chevalier       |
| Stanley Tibbets                | Dudley Moore        | Arne Elsholtz           |
| Delia Darrow                   | Rachel Roberts      | Barbara Ratthey         |
| Erzbischof/ Charlie Thorncrest | Eugene Roche        | Eric Vaessen            |
| Rupert Stiltskin („Der Zwerg“) | Marc Lawrence       |                         |
| Whitey Jackson („Der Albino“)  | William Frankfather |                         |
| Narbengesicht                  | Don Calfa           |                         |
| Stella                         | Marilyn Sokol       | Renate Küster           |
| Bob Scott                      | Bruce Solomon       | Thomas Danneberg        |
| Papst Pius XIII                | Cyril Magnin        |                         |
| J. J. MacKuen                  | Billy Barty         | Kurt Schmidtchen        |
| Coleman                        | John Hancock        | Heinz Theo Branding     |
| Manager im Nuart Theatre       | Chuck McCann        | Gerd Duwner             |

Das Drehbuch wurde ursprünglich unter dem Namen Killing Lydia geschrieben, wobei Goldie Hawn bereits für die Hauptrolle vorgesehen war. Higgins hatte Hawn über ihren gemeinsamen Freund Hal Ashby kennengelernt. Das Projekt kam jedoch nicht zustande. Nach dem Erfolg von Trans-Amerika-Express (1976) schrieb Higgins das Drehbuch um. Er und die Produzenten brachten das Projekt zu Paramount Pictures und das Studio erwarb die Rechte am Drehbuch. Da Hawn jedoch wegen ihrer Schwangerschaft nicht zur Verfügung stand, sollten die Produzenten Farrah Fawcett als Hauptdarstellerin gewinnen. Fawcett befand sich zu diesem Zeitpunkt allerdings mitten in einem Rechtsstreit mit den Produzenten von Drei Engel für Charlie. Nach der Geburt ihres Sohnes Oliver Hudson kehrte Hawn zur Schauspielerei zurück und übernahm die weibliche Hauptrolle.
Higgins erste Wahl für die männliche Hauptrolle war Harrison Ford, der unter anderem Higgins’ Tischler war. Ford lehnte die Rolle jedoch ab, um stattdessen in Krieg der Sterne (1977) mitzuspielen. Steve Martin wurde die Rolle ebenfalls angeboten, der lehnte das Angebot allerdings auch ab. Die Hauptrolle wurde schließlich mit Chevy Chase besetzt.
Higgins schrieb die Figur des Stanley Tibbets ursprünglich für Tim Conway, der die Rolle allerdings später ablehnte. Chevy Chase setzte sich dafür ein, dass Dudley Moore die Rolle übernehmen sollte. Dadurch erhielt Moore später auch die Hauptrolle in der Komödie Zehn – Die Traumfrau (1979) von Blake Edwards. Die deutsche Synchronisation entstand nach einem Dialogbuch und Dialogregie von Arne Elsholtz im Auftrag der Berliner Synchron GmbH.

### Dreharbeiten
Der Film wurde in und um San Francisco und Los Angeles gedreht. Unter anderem dem Mission District, Telegraph Hill, Nob Hill, den Pacific Heights, am Fort Mason, dem Marina District, dem Presidio, Japantown und dem War Memorial Opera House. Die Szenen in der Lobby des Opernhauses wurden in der Rotunde des Rathauses von San Francisco auf der anderen Straßenseite gedreht. Das Hausboot „Galatea“ befand sich in der Sausalito Houseboat Community.
Die Dreharbeiten begannen im Oktober 1977. Die ersten vier Wochen wurden in San Francisco gedreht, bevor die Produktion nach Los Angeles verlegt wurde, wo weitere Dreharbeiten und Studioaufnahmen stattfanden. Wie lange die Dreharbeiten andauerten, ist nicht bekannt.

### Veröffentlichung
Der Film wurde am 8. Juli 1978 in San Francisco mit einer Gala zu einer Benefizveranstaltung im American Conservatory Theater und Spring Opera Theater uraufgeführt. Laut Medienberichten nahmen mehr als 1.000 Würdenträger, Prominente und Hollywood-Größen an der Gala und der Vorführung teil. Bei einem Produktionsbudget von etwa 5 Millionen US-Dollar konnte der Film fast 45 Millionen US-Dollar einspielen.
Der Film startete am 19. Juli 1978 in den US-Kinos. In Westdeutschland kam er am 1. Februar 1979 und in der DDR am 24. April 1981 in die Kinos. Im deutschsprachigen Raum ist der Film zuerst auf VHS erschienen und seit Oktober 2014 auf DVD unter dem Titel FOUL PLAY – Eine ganz krumme Tour erhältlich.

## Soundtrack
Der Soundtrack, Originaltitel: Foul Play, wurde zu einem großen Teil von Charles Fox komponiert.
Label: Arista Records, Format: Vinyl, LP, Album (sowie später in CD und als Downloads erhältlich); Land: USA, Veröffentlicht: 1978; Genre: Pop, Stil: Soundtrack, Filmmusik, Disco.
1. Ready to Take a Chance Again (Autoren: Charles Fox/Norman Gimbel) gesungen von Barry Manilow (3:06)
2. Help (1:30)
3. Beware Of The Dwarf (2:44)
4. Love Theme (Ready to Take a Chance Again) (Instrumental) (3:49)
5. Copacabana (At the Copa) (Autoren: Barry Manilow/Bruce Sussman/Jack Feldman) gesungen von Barry Manilow  (3:55)
6. Gloria Falls For The Trap (2:19)
7. Foul Play Disco (3:21)
8. Scarface (2:47)
9. Gloria Escapes (1:24)
10. Houseboat (Love Song) (1:27)
11. Get Me To The Opera On Time (3:02)
12. End Title (Ready to Take a Chance Again) gesungen von Barry Manilow (2:10)

## Rezeption

### Kritik
Eine ganz krumme Tour erhielt ein eher gutes Presseecho, was sich auch in den Auswertungen US-amerikanischer Aggregatoren widerspiegelt. So erfasst Rotten Tomatoes überwiegend wohlwollende Besprechungen und ordnet den Film dementsprechend als „Frisch“ ein. Zusammenfassend heißt es dort: „Unterhaltsam und charmant wie seine charismatischen Hauptdarsteller, ist [der Film] eine launige Hommage an den Meister der Spannung für alle, die Krimis mit Gags bevorzugen.“ Laut Metacritic fallen die Bewertungen im Mittel aber nur „Durchwachsen oder Durchschnittlich“ aus.
Viele Kritiker begrüßten Goldie Hawns Rückkehr auf die Leinwand nach einer zweijährigen Auszeit aufgrund der Geburt ihres Sohnes. Die Variety nannte den Film „exzellent“ und Hawn „großartig“. Janet Maslin von The New York Times bemerkte, dass Higgins’ Versuch, verschiedenen Genres zu vereinen, nicht ganz gelungen sei. Der Film aber „raffiniert, attraktiv, unterhaltsam“ sei und ein Hit werde. Die Kritiker verwiesen auf die zahlreichen Anspielungen auf die Filme von Alfred Hitchcock; die Umsetzung dessen wurde von einigen Kritikern positiv, von anderen Kritikern wiederum negativ bewertet. Dudley Moores Leistung wurde von vielen Kritikern gelobt.

„Während Miss Hawn mit aufgerissenen Augen über den Großteil des Films ausdruckslos wirkt, ist ihr Co-Star Chevy Chase entsprechend cool. […] Es ist eine Überraschung, dass Eine ganz krumme Tour sich mehr als Krimi versteht als Komödie.“

„Mit Genre-Zitaten überladene Kriminalkomödie, die die Schwächen des Drehbuches durch eine bisweilen geschmacksunsichere Regie noch verstärkt und nur in wenigen Szenen parodistisches Format erreicht.“

„Mit seinem ersten Spielfilm gelang ihm eine achtbare Krimiparodie mit guter Besetzung und einigen intelligent-sarkastischen Seitenhieben. Chevy Chase ist hier an der Seite von Goldie Hawn in seiner ersten Hauptrolle zu sehen.“

### Auszeichnungen
- Eine Nominierung für „Ready to Take a Chance Again“, gesungen von Barry Manilow, als Besten Song bei der Oscarverleihung 1979
- Eine Nominierung als Bester Film bei den Edgar Allan Poe Awards 1979
- Sieben Nominierungen bei den Golden Globe Awards 1979 (Bester Film – Komödie oder Musical, Bester Hauptdarsteller – Komödie oder Musical, Beste Hauptdarstellerin – Komödie oder Musical, Bester Nebendarsteller, Bestes Filmdrehbuch, Bester Filmsong, Bester Nachwuchsdarsteller)